# Poalé Cedek zsinagóga (Kolozsvár)
A Poale Cedek iparosegylet zsinagógája Kolozsváron a Malom utcában álló vallási épület volt. 1997-tól Tranzit Ház néven kulturális központ működik benne.

## Története
A Poalé Cedek zsidó iparosegyletet 1914-ben alapította Klein Jakab bádogos és Schwartz Ignác nyomdász. Az egylet mottója Tóra és munka volt. 1921-ben vagy 1922-ben az egyesület zsinagógát épített a Malom utcában. Röviddel az építés után a zsinagógát árvíz rombolta szét, azonban sikerült újjáépíteni.
1925. januárban a Cionista Világszervezet végrehajtó bizottságának elnöke, Nachum Szokolov tartott itt két előadást.
1927. december 7-én a nagyváradi keresztény diákkongresszusról hazatérő résztvevők (mintegy 2400 fő) számos zsidó tulajdonú üzletet és épületet rongáltak meg, köztük az iparosegylet zsinagógáját is.
A második világháború után az épület zsinagógaként működött 1947-ig vagy 1950-ig, majd raktárként használták, többek között az állami ünnepek felvonulásainak kellékeit tárolták itt. Utóbb az Állami Magyar Színház díszletraktára lett. 1997-ben az épületben Tranzit Ház néven kulturális központ nyílt, felújítása 2000-ben kezdődött el és 2009-ben fejeződött be.

## Leírása
Az egyszerű, egy emeletes, nyeregtetős épület téglalap alaprajzú. Tengelye a közeli Kis-Szamos irányába mutat, bejárata a nyugati oldalon található. Egyedüli külső díszei a Dávid-csillagos ablakok, illetve a bejárat feletti stukkó menóra.
A belső tér három oldalán karzatok helyezkednek el; a mennyezeten bibliai állatokat ábrázoló freskók láthatóak. Az épületben emléktábla őrzi az iparosegylet aggmenháza alapítóinak nevét.